# From Demos to Demons 1989-1992
From Demos to Demons 1989-1992 è una raccolta della rock band svedese Backyard Babies.

## Tracce

### Disco 1 (1989-1990)
1. I Love You So - (1989)
2. Murder - (1989)
3. Explane - (1989)
4. Down Down Down - (1989)
5. Suffer Hard - (1989)
6. Darkness - (1989)
7. Open Your Eyes - (1989)
8. Warriors Of Glory - (1989)
9. Party Pussy - (1989)
10. No More School - (1989)
11. Downtown - (1990)
12. Bad Boys - (1990)
13. Firing Guns - (1990)
14. Kickin' Up Dust - (1990)
15. All Too Much - (1990)
16. Lies - (1990)

Enhanced Video
1. Gods Favourite
2. Bad To The Bone

### Disco 2 (1990-1992)
1. Something To Swallow - (1991)
2. Strange Kind Of Attitude - (1991)
3. Juicy Lucy - (1991)
4. Like A Child - (1991)
5. Gods Favourite - (1991)
6. Should I Be Damned - (1991)
7. Bite & Chew - (1991)
8. Dogtown - (1991)
9. Lies - (1991)
10. S.T.M.M. F#6 - (1992)
11. Bad To The Bone - (1992)
12. Love - (1992)
13. Wild Dog - (1992)
14. Heaven In Hell - (1992)
15. Diesel And Power - (1992)
16. Lonely X-mas - (1992)
17. Electric Suzy - (1992)